# P. Debrenti Piroska
P. Debrenti Piroska (Budapest, 1926. január 14. – 2016. december 8.) Kazinczy-díjas magyar bemondó, előadóművész.

## Életútja
1926. január 14-én született Budapesten Debrenty Mihály és Hermann Piroska gyermekeként. 1950 és 1953 között a Belkereskedelmi Főiskolán tanult. 1953 és 1984 között a Magyar Rádió bemondója volt és még további húsz éven át dolgozott helyettesként főként a Bartók Rádióban. A Rádiókabaré, a Karinthy Színpad és a Ki nyer ma? műsorok állandó közreműködője volt.

## Díjai
- Aranygyűrű (1983)
- Kazinczy-díj (2004)
- A Magyar Köztársasági Érdemrend kiskeresztje (2004)